# Herman Hermansson (arkitekt)

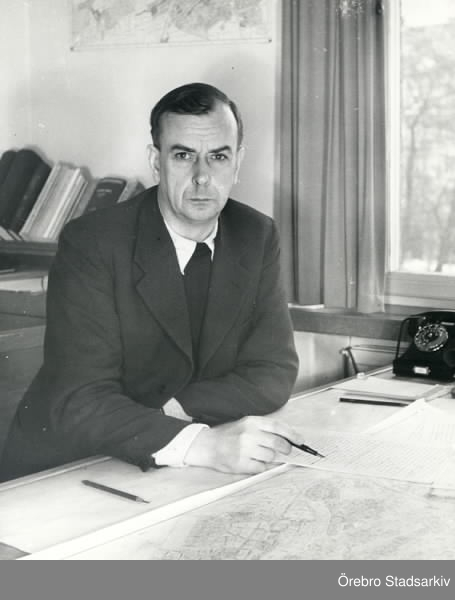
Herman Hermansson i sitt kontor, Örebro. Okänt år.

Herman Hermansson, född 9 augusti 1907 i Sölvesborg, död 31 december 1956 i Örebro, var en svensk arkitekt.
Hermansson utexaminerades från Chalmers tekniska institut i Göteborg 1930 och från Kungliga Tekniska högskolan i Stockholm 1932. Han var arkitekt vid Göteborgs stadsplanekontor 1932–1942, stadsarkitekt i Mölndal 1938–1942, byggnadskonsulent i bland annat Gravarne och Bäckeviks municipalsamhälle 1938–1942, stadsplanearkitekt vid Örebro stadsarkitektkontor 1943–1944 samt stadsplanearkitekt och chef för Örebro stadsplanekontor från 1945. Herman Hermansson är gravsatt vid Krematoriet i Helsingborg.